# جاسلین براون
جاسلین براون (انگلیسی: Jocelyn Brown؛ زادهٔ ۲۵ نوامبر ۱۹۵۰) یک موسیقی‌دان اهل ایالات متحده آمریکا است. وی از سال ۱۹۷۶ میلادی تاکنون مشغول فعالیت بوده‌است.